# Berlin Ndebe-Nlome
Berlin Ndebe-Nlome (* 29. Oktober 1987 in Douala, Kamerun) ist ein ehemaliger kamerunisch-belgischer Fußballspieler.

## Verein
Berlin Ndebe-Nlome spielte in der Jugend unter anderem für den KVC Westerlo in Belgien. Dort bestritt er auch seine ersten Partien im Herrenbereich, ehe der Stürmer im Sommer 2006 einen Vertrag beim FC Portsmouth unterzeichnete, wo er allerdings über den Reservekader nicht hinauskam. Im November 2007 wechselte er, ohne für Pompey gespielt zu haben, zu Crawley Town. 2008 wechselte Berlin Ndebe-Nlome nach Spanien zu CD Constancia, bevor er zu Atlético Monzón weiterzog. Es folgte der portugiesische Erstligist FC Paços de Ferreira, bei dem er drei Ligaspiele bestritt. Ab März 2011 stand Berlin dann bis zum Karriereende zehn Jahre später bei diversen thailändischen Vereinen unter Vertrag und spielte u. a. für den Erstligisten Chonburi FC.

## Nationalmannschaften
Ndebe-Nlome lief sowohl für die U-18- als auch die U-20-Nationalmannschaft Kameruns auf.